# Nelly Korda
Nelly Korda (n. 28 iulie 1998, Bradenton, Florida, SUA) este o sportivă ce a reprezentat Statele Unite ale Americii, medaliată olimpică. A participat la o ediție a Jocurilor Olimpice (2020) în care a câștigat o medalie de aur.

## Participări
Lista de mai jos prezintă principalele competiții la care a participat Nelly Korda de-a lungul carierei.
- Golf la Jocurile Olimpice de vară din 2020 - turneul feminin[2]